# Дубище (селище)
Дуби́ще — селище Луцького району Волинської області України. Входить до складу Рожищенської міської громади.

## Історія
Згадується 8 грудня 1322 р. у грамоті князя Любарта Гедиміновича.
Під час Першої світової війни з 1915 р. село перебувало в австрійській окупації. На п'ятий день Брусиловського прориву 26 травня (8 червня) 1916 р. права колона 125-ї дивізії 39-го корпусу російської армії після боїв біля Човниці перейшла у наступ на Дубище.
12 червня 2020 року, згідно з розпорядженням Кабінету Міністрів України  № 708-р, селище увійшло до складу Рожищенської міської громади.
19 липня 2020 року, в результаті адміністративно-територіальної реформи та ліквідації Рожищенського району, селище увійшло до складу новоутвореного Луцького району.

## Населення

### Мова
Розподіл населення за рідною мовою за даними перепису 2001 року:
| Мова       | Кількість | Відсоток |
| ---------- | --------- | -------- |
| українська | 1771      | 98.77%   |
| російська  | 18        | 1.00%    |
| білоруська | 3         | 0.17%    |
| німецька   | 1         | 0.06%    |
| Усього     | 1793      | 100%     |

## Природа
На південний схід від селища розташований лісовий заказник «Ліски».